# 高中甲子園名號賽事列表
高中甲子園名號賽事列表是集列出以「甲子園」命名的日本高校生賽事以供一覽。以最初被通稱「甲子園」的高校棒球全國賽為基準，在各類體育或文化類社團的全國賽使用同等名號。雖然大多是同為高校社團全國性賽事而獲名，但也有些只是單純以高校生為面向的活動而加入名號。1990年代以來，雖然擁有相同名號的賽事逐漸增加，但這些撞名的賽事彼此之間並無特別的水平整合。

## 列表

### 高校棒球（硬式）
| 名號       | 正式名稱               | 主辦                             | 支援       | 起始年 |
| ---------- | ---------------------- | -------------------------------- | ---------- | ------ |
| 春季甲子園 | 選拔高等學校棒球大會   | 每日新聞社、日本高等学校棒球联盟 | 朝日新聞社 | 1924年 |
| 夏季甲子園 | 全國高等學校棒球錦標賽 | 朝日新聞社、日本高等學校棒球聯盟 | 每日新聞社 | 1915年 |

### 其他體育
| 名號               | 正式名稱                             | 主辦                                                                                     | 起始年 | 備註        |
| ------------------ | ------------------------------------ | ---------------------------------------------------------------------------------------- | ------ | ----------- |
| 軟式棒球甲子園     | 全國高等學校軟式棒球錦標賽           | 朝日新聞社 每日新聞社 日本高等学校棒球联盟                                               | 1956年 | [ 1 ]       |
| 軟式棒球甲子園     | 全國高等學校定時制通信制軟式棒球大會 | 全國高等學校定時制通信制軟式棒球聯盟 全國高等學校定時制通信制教育振興會 東京都教育委員會 | 1954年 | [ 2 ]       |
| 女子高校棒球甲子園 | 全國高等學校女子硬式棒球錦標賽       | 全國高等學校女子硬式棒球聯盟                                                             | 1997年 | [ 3 ]       |
| 橄欖球甲子園       | 全國高等學校橄欖球美式足球大會       | 每日新聞社 日本橄欖球美式足球協會等                                                      | 1918年 | [ 4 ] [ 5 ] |
| 排球甲子園         | 全日本排球高等学校选手权大会         | 富士產經集團 日本排球協會                                                                | 2011年 | [ 6 ]       |
| 籃球甲子園         | 全国高等学校篮球选拔优胜大会         | 日本籃球協會 朝日新聞社 全國高等學校體育聯盟 引能仕集團等                                | 1971年 |             |
| 冰壺甲子園         | 全國高等學校冰壺錦標賽               | 日本冰壺協會 青森市                                                                      | 2006年 |             |
| 海之甲子園         | 青年盃帆船賽                         | 兵庫縣帆船聯盟 Sailing Spirits協會                                                       | 2009年 | [ 7 ]       |
| 綠之甲子園         | 全國高等學校高爾夫錦標賽             | 日本高等學校高爾夫聯盟 體育日本新聞社 日刊體育新聞社                                     | 1957年 | [ 8 ]       |
| 圍棋甲子園         | 全國高校圍棋錦標賽                   | 日本棋院 全國高等學校圍棋聯盟 全國高等學校文化聯盟                                       | 1977年 |             |
| 將棋甲子園         | 全國高等學校將棋龍王戰               | 社團法人日本將棋聯盟 讀賣新聞社                                                          | 1988年 |             |
| 將棋甲子園         | 全國高等學校將棋錦標賽               | 社團法人日本將棋聯盟 全國高等學校文化聯盟                                                | 1965年 | [ 9 ]       |
| K-1甲子園          | 全國高校K-1錦標賽                    | 全國高校K-1錦標賽實行委員會                                                              | 2007年 | [ 10 ]      |

### 其他賽事
| 名號             | 正式名稱                                                            | 主辦                                                                       | 起始年   | 備註          |
| ---------------- | ------------------------------------------------------------------- | -------------------------------------------------------------------------- | -------- | ------------- |
| IT、簿記甲子園   | 全國高等學校IT、簿記錦標賽                                          | 學校法人立志舍                                                             | 1981年   |               |
| 商業甲子園       | 全國高等學校商業錦標賽                                              | 高知縣安藝市安藝本町商店街振興組合內 全國「商業甲子園」實行委員會          | 2008年   |               |
| 動畫甲子園       | 高校生動畫展覽會                                                    | NPO法人學校多媒體網路支援中心                                              | 2007年   | [ 12 ] [ 13 ] |
| App甲子園        | App甲子園                                                           | 株式會社D2C                                                                | 2011年   | [ 14 ]        |
| 生花甲子園       | Ikenobo花甲子園                                                     | 財團法人池坊華道會                                                         | 2009年   |               |
| 田舍力甲子園     | 地域活性化策競賽田舍力甲子園 i-1 Grand Prix of High School Students | 福知山公立大學「田舍力甲子園」實行委員會                                   | 2013年   |               |
| 櫥窗展示甲子園   | 有田櫥窗展示甲子園                                                  | 一般社團法人有田觀光協會                                                   | 2005年   |               |
| 宇宙甲子園       | 罐頭衛星甲子園                                                      | 「讓數理變有趣教育」實行委員會                                             | 2008年   | [ 15 ]        |
| 宇宙甲子園       | 火箭甲子園                                                          | NPO法人日本模型火箭協會                                                    | 2005年   | [ 16 ]        |
| 美味甲子園       | 在地貨！絕品美味甲子園                                              | 農林水產省 一般社團法人全國食之甲子園協會                                  | 2012年   | [ 17 ]        |
| 映畫甲子園       | 高校生映畫競演                                                      | NPO法人學校多媒體網路支援中心                                              | 2006年   |               |
| H-1甲子園        | 高校漫才～H-1甲子園～                                               | 吉本興業                                                                   | 2009年   | [ 18 ]        |
| 笑顏甲子園       | 高校生搞笑日本第一決定戰「笑顏甲子園 『絆』in 新居濱」              | 愛媛縣新居濱市                                                             | 2011年   |               |
| 墜蛋甲子園       | 高空墜蛋甲子園                                                      | NPO法人物造兒童基金                                                        | 2011年   |               |
| M-1甲子園        | 全國高等學校搞笑錦標賽「M-1甲子園」                                 | 吉本興業                                                                   | 2003年   | [ 19 ]        |
| 演劇甲子園       | 全國高等學校演劇大會                                                | 全國高等學校演劇協議會                                                     | 1955年   | [ 20 ]        |
| 鉛筆甲子園       | 高校生鉛筆甲子園設計、插畫競賽                                      | 廣島藝術專門學校                                                           | 2003年   |               |
| 米甲子園         | 全國農業高校米甲子園                                                | 米、食味鑑定士協會 木島平村木島平農村交流型產業推進協議會                  | 2010年   | [ 21 ]        |
| 音樂甲子園       | 高校生創作音樂競賽                                                  | NPO法人學校多媒體網路支援中心                                              | 2005年   |               |
| 汽車設計甲子園   | 高校生汽車設計甲子園                                                | 新潟國際自動車大學校                                                       | 2013年   |               |
| 科學甲子園       | 科學甲子園                                                          | 獨立行政法人科學技術振興機構                                               | 2012年   | [ 22 ]        |
| 神樂甲子園       | 高校生之神樂甲子園                                                  | 高校生之神樂甲子園 廣島安藝高田實行委員會                                  | 2011年   |               |
| KAKUYOMU甲子園   | KAKUYOMU甲子園                                                      | 角川                                                                       | 2017年   |               |
| 歌牌甲子園       | 全國高等學校小倉百人一首歌牌錦標賽                                  | 全日本歌牌協會 全國高等學校文化聯盟 天智聖德文教財團                       | 1979年   |               |
| 咖哩甲子園       | 高校生咖哩甲子園                                                    | 每日放送電視台《呼呼秀秀》                                                 | 2006年   | [ 24 ]        |
| 咖哩甲子園       | 高校生「下關」咖哩甲子園                                            | 東亞大學                                                                   | 2016年   | [ 25 ]        |
| 觀光甲子園       | 全國高等學校全球性觀光競賽                                          | 一般社團法人NEXT TOURISM                                                   | 2009年   | [ 26 ]        |
| 訪談甲子園       | 訪談甲子園                                                          | 訪談甲子園實行行委員會                                                     | 2002年   | [ 27 ]        |
| 事業甲子園       | 事業甲子園                                                          | 邁那比                                                                     | 2014年   | [ 28 ] [ 29 ] |
| 猜謎甲子園       | 全國高等學校猜謎錦標賽                                              | 日本電視台                                                                 | 1983年   |               |
| 猜謎甲子園       | 全國高校生金融經濟猜謎錦標賽（經濟學甲子園）                        | NPO法人金融智力普及協會                                                    | 2007年   | [ 30 ]        |
| 猜謎甲子園       | 全國高等學校綜合猜謎大會（時事、博學甲子園）                        | 日本猜謎協會                                                               | 2018年   |               |
| 美食甲子園       | 當地美食甲子園                                                      | NPO法人e-Work愛媛                                                          | 2012年   |               |
| 攜帶甲子園       | 全國高校生攜帶利用競賽                                              | 攜帶甲子園實行委員會                                                       | 2010年   | [ 31 ] [ 32 ] |
| 檢察官甲子園     | 高校生檢察官甲子園                                                  | 橫濱地方檢察廳                                                             | 2009年   | [ 33 ]        |
| 建築甲子園       | 高校生之建築甲子園                                                  | 日本建築士會聯合會 都道府縣建築士會                                        | 2010年   | [ 34 ]        |
| 工藝甲子園       | 工藝甲子園                                                          | 京都傳統工藝產業支援中心                                                   | 2009年   |               |
| 黑板藝術甲子園   | 日學‧黑板藝術甲子園                                                 | 日學                                                                       | 2015年   | [ 35 ]        |
| 古民家照片甲子園 | 古民家照片甲子園                                                    | 古民家照片甲子園實行委員會 古民家照片甲子園地域實行委員會                  | 2012年   | [ 36 ]        |
| 詩之甲子園       | 「中野重治紀念文學獎勵獎」全國高校生詩作競賽                        | 財團法人丸岡町文化振興事業團                                               | 1989年   |               |
| 寫真甲子園       | 全國高等學校寫真錦標賽                                              | 寫真甲子園實行委員會                                                       | 1994年   |               |
| 手語表演甲子園   | 手語表演甲子園                                                      | 鳥取縣福利健康部障礙福利課 手話手語表演甲子園實行委員會                    | 2014年   |               |
| 戲劇甲子園       | 戲劇甲子園                                                          | 富士電視台                                                                 | 2013年   | [ 38 ]        |
| 書道表演甲子園   | 全國高校書道表演錦標賽                                              | 書道表演甲子園實行委員會                                                   | 2008年   |               |
| 書法甲子園       | 國際高校生選拔書展                                                  | 每日新聞社 財團法人每日書道會                                              | 1993年   | [ 39 ]        |
| 食之甲子園       | 食之緣結甲子園 全國大會                                             | 島根縣教育委員會 島根縣                                                    | 2016年   | [ 40 ]        |
| 食之甲子園       | 食之甲子園in山形全國大會                                            | 食之甲子園in山形全國大會實行委員會                                         | 2005年   | [ 41 ]        |
| 甜點甲子園       | 全國高校生甜點錦標賽                                                | 貝印株式会社                                                               | 2008年   | [ 42 ]        |
| 吹奏樂甲子園     | 全日本吹奏樂大賽                                                    | 社團法人全日本吹奏樂聯盟 朝日新聞社                                        | 1940年   | [ 43 ]        |
| 數學甲子園       | 數學甲子園 全國數學錦標賽                                           | 日本數學檢定協會                                                           | 2008年   |               |
| 川柳甲子園       | 川柳甲子園                                                          | 月刊川柳大學                                                               | 2000年   |               |
| 蕎麥手作甲子園   | 全國高校生蕎麥手作錦標賽                                            | 日本麵類業團體聯會                                                         | 2011年   |               |
| 算盤甲子園       | 全國高等學校珠算競技大會                                            | 兵庫縣小野市                                                               | 1955年   |               |
| 短歌甲子園       | 全國高校生短歌大會                                                  | 全國高校生短歌大會實行委員會 盛岡市                                        | 2006年   |               |
| 短歌甲子園       | 牧水‧短歌甲子園                                                     | 牧水‧短歌甲子園實行委員會 宮崎縣日向市 日向市教育委員會 日向若山牧水顯彰會 | 2011年   |               |
| 舞蹈甲子園       | 高校生舞蹈甲子園                                                    | 日本電視台                                                                 | 1990年   | [ 47 ]        |
| 辯論甲子園       | 全國中學、高校辯論錦標賽                                            | 全國教室辯論聯盟 讀賣新聞社                                                | 1996年   |               |
| 設計甲子園       | 全國高等學校設計錦標賽                                              | 东北艺术工科大学                                                           | 1994年   | [ 48 ]        |
| 設計甲子園       | 全國高等學校室內設計展                                              | 財團法人大川綜合室內裝飾產業振興中心                                       |          |               |
| 設計甲子園       | 每日‧DAS高校生設計獎                                                | 每日新聞社 社團法人綜合設計師協會                                          | 1987年   | [ 49 ] [ 50 ] |
| 鐵研甲子園       | 全國鐵道研究會對抗錦標賽                                            | 日本鐵道主題檢定實行委員會                                                 | 2012年   |               |
| 鐵道模型甲子園   | 全國高等學校鐵道模型競賽                                            | 全國高等學校鐵道模型競賽實行委員會                                         | 2009年   |               |
| 豆乳食譜甲子園   | 豆乳食譜甲子園                                                      | 日本豆乳協會                                                               | 2014年   |               |
| 納豆甲子園       | 全國高等學校納豆甲子園                                              | 全國納豆協同組合聯合會                                                     | 2017年   | [ 51 ]        |
| 美甲甲子園       | 全國高校生美甲甲子園                                                | 大阪市ECC藝術專門學校                                                      | 2010年度 | [ 52 ]        |
| 年賀狀甲子園     | 年賀狀甲子園                                                        | 株式會社Idea工房 年賀狀甲子園事務局                                        | 2010年   |               |
| 生物甲子園       | 生物甲子園                                                          | 生物科技推進委員會                                                         | 1992年   | [ 53 ] [ 54 ] |
| 俳句甲子園       | 全國高校俳句錦標賽                                                  | 松山青年會議所 俳句甲子園實行委員會                                        | 1998年   | [ 55 ]        |
| 個人電腦甲子園   | 全國高等學校個人電腦競賽                                            | 福島縣 會津大学等                                                          | 2003年   |               |
| 版畫甲子園       | 全國高等學校版畫錦標賽                                              | 全國高等學校版畫錦標賽實行委員會                                           | 2001年   | [ 56 ]        |
| 販賣甲子園       | 熱血！高校生販賣甲子園                                              | 熱血！高校生販賣甲子園實行委員會                                           | 2008年   |               |
| 商業創意甲子園   | 全國高等學校商業創意甲子園                                          | 大阪商業大學 每日新聞社                                                    | 2002年   | [ 57 ]        |
| 時尚甲子園       | 全國高等學校時尚設計錦標賽                                          | 時尚甲子園實行委員會                                                       | 2001年   |               |
| 釣魚甲子園       | 釣魚甲子園                                                          | 大和精工                                                                   | 1993年   | [ 59 ]        |
| 食品設計甲子園   | 給高校生的21世紀之食品設計競賽                                      | 甲子園大學                                                                 | 2007年   | [ 60 ]        |
| 扶桑花女孩甲子園 | 扶桑花女孩甲子園                                                    | 社團法人磐城青年會議所                                                     | 2011年   | [ 61 ] [ 62 ] |
| 簡報甲子園       | 簡報甲子園                                                          | 大阪私學教育情報化研究會                                                   | 2003年   | [ 63 ]        |
| 文刊甲子園       | 富士正晴全國高等學校文藝誌獎                                        | 德島縣三好市                                                               | 2010年   |               |
| 漫畫甲子園       | 全國高等學校漫畫錦標賽～漫畫甲子園～                                | 高知縣 高知縣漫畫王國土佐推進協議會 高知縣高等學校文化聯盟                 | 1992年   |               |
| 音樂家甲子園     | MSM高校生音樂家甲子園                                               | 名古屋School of musician & dance專門學校                                   | 2015年   |               |
| 民家甲子園       | 「民家甲子園」全國高等學校對抗民家町並照片競賽                      | NPO法人香川Sun-San俱樂部 民家甲子園實行委員會                              | 2003年   | [ 64 ]        |
| 機電甲子園       | 機電甲子園                                                          | 物造交流支援協會                                                           | 2004年   |               |
| 物造甲子園       | 高校生物造競賽全國大會                                              | 社團法人全國工業高等學校長協會                                             | 2001年   | [ 65 ]        |
| 熔接甲子園       | 全國選拔高校生熔接技術競技會in新居濱                                | 全國選拔高校生熔接技術競技會in新居濱實行委員會                             | 2017年   |               |
| 樂天IT學校甲子園 | 樂天IT學校甲子園                                                    | 樂天                                                                       | 2008年   |               |
| 理容甲子園       | 理容甲子園                                                          | 和歌山縣理容生活衛生同業組合                                               | 2010年   | [ 66 ]        |
| 食譜甲子園       | 食with 食譜甲子園                                                   | 讀賣新聞大阪本社 京都女子大學營養學資源中心 文部科學省                     | 2014年   | [ 67 ]        |

### 備註
1. ↑  也有稱為「另一個甲子園」。
2. ↑  也有稱為「定時制、通信制球兒甲子園」、「第二個甲子園」。
3. ↑  每年8月在兵庫縣丹波市開辦。
4. ↑  也被稱為「冬季花園」。
5. ↑  二戰之前，該賽事的前身「日本欖球足球優勝大會（日语：日本フットボール優勝大会）（後來稱為「日本欖球足球錦標賽」）」曾在全國賽中使用甲子園球場。
6. ↑  也被稱為春高排（日语：春の高校バレー）。前身為全國高等學校排球選拔優勝大會（日语：全国高等学校バレーボール選抜優勝大会）（1970－2010）
7. ↑  “海之甲子園”實行委員會.  (PDF). 兵庫縣帆船聯盟. 2010. （原始内容存档 (PDF)于2020-10-01） （日语）.
8. ↑  . 官方網站. 日本高等學校、中學校高爾夫聯盟. （原始内容存档于2020-10-01） （日语）.
9. ↑  全國高等學校綜合文化祭的將棋部門。
10. ↑   基於K-1規則[錨點失效]下以高校生為對象的格鬥技比賽，自2012年以來由國際K-1聯盟（日语：国際K-1連盟）（FIKA）管理。
11. ↑  簿記部門
12. ↑  . ORICON NEWS. 2010-03-29. （原始内容存档于2020-10-01） （日语）.
13. ↑  NPO法人SMN. . . （原始内容存档于2019-03-11） （日语）.
14. ↑  開發智慧型手機面向之應用程式的競賽
15. ↑  優勝學校會被賦予前往在美國內華達州黑石沙漠（英语：Black Rock Desert）開辦的「火箭發射載具人造衛星學生國際競賽（ARLISS）」的出賽權。
16. ↑  優勝學校會代表日本被派去參加美國內華達州黑石沙漠（英语：Black Rock Desert）開辦的世界大賽「美國火箭團隊挑戰賽（英语：Team America Rocketry Challenge）（TARC）」的決勝賽。
17. ↑  雖然實行委員會名為「食之甲子園」，媒體也曾直接使用此名號 （页面存档备份，存于），但活動本身稱呼為「美味甲子園 （页面存档备份，存于）」。
18. ↑  2009年繼承《M-1甲子園（日语：M-1甲子園）》重整後開辦。
19. ↑  於2003年－2008年舉辦。2009年以《高校漫才～H-1甲子園～（日语：ハイスクールマンザイ）》重整後繼辦。
20. ↑  為全國高等學校綜合文化祭的一個項目。
21. ↑  評比農業高校學生培育的稻米。
22. ↑  以高等學校同等制（包含中等教育學校後期課程、高等專門學校）的學生隊伍為對象，於數理、資訊等綜合多領域的競賽。
23. ↑  在2006年至2008年期間，作為每日放送電視台（MBS）主辦活動《大阪王（日语：オーサカキング）》的開幕活動。2009年起作為《呼呼秀秀（日语：ちちんぷいぷい (テレビ番組)） 暑假特別節目》中的企劃進行。
24. ↑  由諧星田村憲司（日语：たむらけんじ）擔任好侍食品贊助的綜合大賽實行委員長。
25. ↑  東亞大學. . www.toua-u.ac.jp. 2016-08-27 （日语）.
26. ↑  競比所在地的觀光企劃。2009－2015年為「全國高校生觀光企劃競賽（日语：全国高校生観光プランコンテスト）」，由於2015年主辦單位神戶夙川學院大學（日语：神戸夙川学院大学）廢校，加上與活動承辦繼任者的商標權官司案 （页面存档备份，存于），2016年活動改名「全國高等學校觀光錦標賽（日语：全国高等学校観光選手権大会）」，並繼承「觀光甲子園」名號於2016－2018年間續辦。至2019年因協辦單位調整，重生 （页面存档备份，存于）為第1回「全國高等學校全球性觀光競賽（日语：全国高等学校グローバル観光コンテスト）」，但「觀光甲子園」名號加上年份延續使用。
27. ↑  拜訪「森林或海洋、河川領域的好手、名人」，與之對談做成訪談作品的企劃。
28. ↑  高校生參賽隊伍自行選擇一個協辦企業的出題進行商業競賽，決賽需要上台發表，將會同時進行網路直播。
29. ↑  事業甲子園官方網站. . careerkoshien.mynavi.jp. 2020-05-31. （原始内容存档于2021-02-25） （日语）.
30. ↑  由里索那銀行開辦。
31. ↑  行動電話相關活用方式點子競賽。
32. ↑  . ReseMom.BIZ. 2010-11-22. （原始内容存档于2019-05-09） （日语）.
33. ↑  由高校生扮演檢察官進行模擬審判並競賽其結果。
34. ↑  . www.kenchikushikai.or.jp. 公益社團法人日本建築士會聯合會. 2010-12-23. （原始内容存档于2021-01-23） （日语）.
35. ↑  在黑板用粉筆繪畫的「黑板藝術」競賽。年齡或學級跟高校生同等的高等專門學校或專修學校學生也可以應徵參加。
36. ↑  這是一個網路攝影比賽，目標為存留全國各地區殘存的古民家或者景觀。
37. ↑  1989年－2006年
38. ↑  產經電子報. . 產經新聞. 2014-08-14. （原始内容存档于2019-11-07） （日语）.
39. ↑  2008年的第80屆選拔高等學校棒球大會起，在地區小組獲得冠軍的書法學校負責揮毫棒球學校的出場名牌。
40. ↑  島根縣政府. . Foods Channel. 2016-09-21 （日语）.
41. ↑  山形縣教育委員會.  (PDF). 2010-05-24. （原始内容存档 (PDF)于2020-10-01） （日语）.
42. ↑  由BS富士共辦、播映。
43. ↑  此名號也是在指稱中學部門和高校部門主賽時作為演奏廳使用的普門館（東京都杉並區）。
44. ↑  2000年－2002年
45. ↑  播州算盤（日语：播州そろばん）的產地。
46. ↑  1955年－2009年。
47. ↑  日本電視台的綜藝節目《天才‧北野武的打氣電視‼️（日语：天才・たけしの元気が出るテレビ!!）》人氣專題之一「高校生制服對抗舞蹈甲子園（日语：高校生制服対抗ダンス甲子園）」在2006年至2014年間於《24小時電視》中復活開辦。
48. ↑  也簡稱「設錦賽」。
49. ↑  又稱為「銀蛋獎」
50. ↑  . . 綜合設計師協會. （原始内容存档于2021-01-24） （日语）.
51. ↑  . www.natto.or.jp. 全國納豆協同組合聯合會 納豆PR中心. 2017-08-17. （原始内容存档于2017-08-28） （日语）.
52. ↑  指甲彩繪的競技。
53. ↑  . www.biotech.gr.jp. （原始内容存档于2020-10-02） （日语）.
54. ↑  寺本, 祐司.  (PDF). 生物工学会誌第97卷第4号. 公益社團法人日本生物工學會（日语：日本生物工学会）: p234–p235. 2019-04-01. （原始内容存档 (PDF)于2020-10-01） （日语）.
55. ↑  最初是以「俳句格鬥」標語開辦。
56. ↑  於新潟縣佐渡市開辦。
57. ↑  . 創業教育. 大阪商業大學綜合交流中心. （原始内容存档于2021-03-01） （日语）.
58. ↑  1993年－2000年
59. ↑  數種類的釣魚競賽。
60. ↑  . 東紀州百景. . 2008-10-10 （日语）.
61. ↑  由電影《扶桑花女孩》的舞台福島縣磐城市開辦，競比草裙舞的實力。
62. ↑  . 夕刊富士. 2011-09-03 （日语）.
63. ↑  以ICT專案之集大成為開辦內容。
64. ↑  以住宅或含住宅的生活風景為拍照對象的攝影競賽。
65. ↑  也被稱為「高校生技能奧運」。
66. ↑  完成理髮造型的競賽
67. ↑  食with. . 活動報導. 讀賣新聞大阪. 2013-12-01. （原始内容存档于2021-01-23） （日语）.